# A Casa
A Casa fue un reality show brasileño producido y transmitido por RecordTV en asociación con FremantleMedia. Presentado por Marcos Mion con la dirección general de Edu Pupo y la dirección del núcleo del reality de Rodrigo Carelli, el reality se basó en el original holandés Get The F*ck Out Of My House, de RTL 5.
El programa contó con la vida de 100 personas anónimas en una casa diseñada para albergar solo a cuatro personas, compartiendo cuatro camas y dos baños, por un período de tres meses, para ganar el monto restante del premio inicial de un millón de reales.
Las grabaciones tuvieron lugar en São Paulo del 2 de junio al 4 de julio de 2017. El programa se estrenó el 27 de junio de 2017 y finalizó el 5 de septiembre de 2017. El programa se mostró los martes y jueves a las 22:30 horas. El 1 de septiembre de 2017, se confirmó una segunda temporada del programa, que tendría votación directa del público en las expulsiones. El 10 de abril de 2018, sin embargo, se anunció que la segunda temporada fue abortada por el exceso de reality shows de convivencia de la cadena de televisión.

## Formato
Este formato fue creado por BlueCircle se emitió originalmente en los Países Bajos como Get The F*ck Out Of My House en RTL 5 y luego se vendió a otro país como Alemania.
En el programa, 100 personas anónimas – en una mezcla de personalidades de diferentes clases sociales, religiones, etnias y profesiones – se convierten en "residentes" y tendrían que convivir en una casa diseñada para albergar solo a cuatro personas.
La gran diferencia es que quienes lograron el premio inicial de 1 millón de reales fueron los propios concursantes. Los víveres de la casa solo alcanzaban para una pequeña familia, y eran los concursantes quienes determinaban qué era necesario comprar para subsistir dentro de la residencia. Un detalle: todos los días, ellos, que ingresaban a la casa con una sola caja con sus efectos personales, recibían una canasta básica suficiente para apenas cuatro personas.
- Dueño de Casa de la Semana: El Dueño de Casa de la Semana, elegido por los vecinos por votación interna, era responsable de las normas del lugar además de administrar el uso del dinero, que puede ser con o sin el consentimiento de los demás concursantes, durante una semana, siendo inmune durante este período y que tiene el poder de expulsar a uno o más concursantes de la competencia. Además de ser el único con derecho a una Suite Privada, teniendo más comodidad y beneficios, también tenía el privilegio de comprar algo solo para él o incluso para sus protegidos.
- Eliminación (estilizado como Zona de Riesgo): Cada semana se realizaba una votación interna en la que cada concursante votaba por los cinco residentes que quería salvar de la expulsión. Los concursantes menos votados de la votación ingresaron al Panel Rojo del lugar, siendo nominados para la expulsión, corriendo el riesgo de ser expulsados. El Dueño de Casa seleccionó al azar el número de residentes que saldrían de la competencia, y eligió qué concursantes serían expulsados durante la semana. Sin los paneles y la votación de la casa, los concursantes restantes competían por inmunidad para la "Prueba de Salvación". El ganador del desafío era automáticamente inmune y obtuvo el derecho de eliminar a algunos concursantes de la competencia, y los perdedores del desafío fueron nominados automáticamente para la expulsión.
- Desafío Premiado: En Desafíos Premiados, los concursantes competían juntos para ganar la cantidad ofrecida para la semana, que se sumaría a la cantidad restante del premio inicial. Si no cumplían el reto, a la cantidad ofrecida se le restaría la cantidad restante.
- Desafío de la Tentación: En Desafíos de la Tentación, el presentador ofrecía objetos de deseo a los concursantes para simplemente provocarlos. Si quisieran la tentación, tendrían que abandonar la competencia para ganar el premio ofrecido.
- Prueba de Salvación: En Pruebas de Salvación, algunos de los concursantes que estaban en el Panel Rojo o en riesgo de caer en la expulsión, excepto el Dueño de Casa de la semana, realizaron un desafío propuesto, que podía probar la habilidad, destreza, inteligencia, fuerza, resistencia o incluso la suerte de los concursantes. El ganador del desafío se salvó automáticamente de la expulsión.

## Concursantes
| Bandera del estado de São Paulo          | Thais Guerra            |
| Bandera del estado de Río de Janeiro     | Isa Elguesabal          |
| Bandera del estado de Sergipe            | Alex Gallete            |
| Bandera del estado de São Paulo          | Bruna Canto             |
| Bandera del estado de São Paulo          | Charles Douglas         |
| Bandera del estado de São Paulo          | Magé Dionísio           |
| Bandera del estado de São Paulo          | Thais Vidal             |
| Bandera del estado de São Paulo          | Vivian Nagura           |
| Bandera del estado de Río Grande del Sur | Claianne Siqueira       |
| Bandera del estado de São Paulo          | Rayllan Noronha         |
| Bandera del estado de São Paulo          | Cezar Brollo            |
| Bandera del estado de São Paulo          | Adriano Barsali         |
| Bandera del estado de Río de Janeiro     | Anna Hass               |
| Bandera del estado de São Paulo          | Jan Praiero             |
| Bandera del estado de São Paulo          | Digu Christianini       |
| Bandera del estado de São Paulo          | Lolla Riollo            |
| Bandera del estado de Santa Catarina     | Thiago Catarina         |
| Bandera del estado de São Paulo          | Richard Coelho          |
| Bandera del estado de São Paulo          | Guilherme Costa         |
| Bandera del estado de São Paulo          | Luana Aguiar            |
| Bandera del estado de São Paulo          | Karina Chung            |
| Bandera del estado de São Paulo          | Gabi Galhardoni         |
| Bandera del estado de São Paulo          | Angela Leite            |
| Bandera del estado de São Paulo          | Patrick Schroder        |
| Bandera del estado de Espírito Santo     | Cell Oliveira           |
| Bandera del estado de São Paulo          | Papi Noel Martins       |
| Bandera del estado de Minas Gerais       | Guilherme Fernandes     |
| Bandera del estado de Río de Janeiro     | Barbara Batista         |
| Bandera del estado de Río de Janeiro     | Raphaella Andrade       |
| Bandera del estado de Paraná             | Giovani Afornali        |
| Bandera del estado de São Paulo          | Nely Garcia             |
| Bandera del estado de São Paulo          | Mau Maverick            |
| Bandera del estado de São Paulo          | Gui Lorandi             |
| Bandera del estado de São Paulo          | Sue Manabe              |
| Bandera del estado de São Paulo          | Lucas Crepaldi          |
| Bandera del estado de São Paulo          | Thony Machado           |
| Bandera del estado de São Paulo          | Patrícia Rodrigues      |
| Bandera del estado de São Paulo          | Reiko Miyamoto          |
| Bandera del estado de Piauí              | Ivan Costa              |
| Bandera del estado de São Paulo          | Titi Sacramento         |
| Bandera del Distrito Federal de Brasil   | Dyego Mattioli          |
| Bandera del estado de São Paulo          | Mauricio Miguel         |
| Bandera del Distrito Federal de Brasil   | Luiza Aragão            |
| Bandera del estado de Paraíba            | Eliane Gouveia          |
| Bandera del estado de São Paulo          | Tati Romero             |
| Bandera del estado de Bahía              | Nathana Britto          |
| Bandera del Distrito Federal de Brasil   | Marcelo Moraes          |
| Bandera del estado de São Paulo          | Rodrigo Gonçalves       |
| Bandera del estado de São Paulo          | Rômulo Tinetti          |
| Bandera del estado de São Paulo          | Beatriz Crug            |
| Bandera del estado de São Paulo          | Kelly Oliveira          |
| Bandera del estado de São Paulo          | Amaralina Machado       |
| Bandera del Distrito Federal de Brasil   | Maurício Bezerra        |
| Bandera del estado de São Paulo          | Tainara Vargas          |
| Bandera del estado de Río de Janeiro     | Marcele Oliver          |
| Bandera del estado de São Paulo          | Sal Vitor Martins       |
| Bandera del estado de São Paulo          | Rafa Xavier             |
| Bandera del estado de São Paulo          | Bru Guimarães           |
| Bandera del estado de Paraíba            | Dione Melo              |
| Bandera del estado de São Paulo          | Marco Ungaro            |
| Bandera del estado de São Paulo          | Junior Rodrigues        |
| Bandera del estado de São Paulo          | Carol Kowacs            |
| Bandera del estado de São Paulo          | Arlindo da Cruz Filho   |
| Bandera del estado de São Paulo          | Du Kleindienst          |
| Bandera del estado de Río Grande del Sur | Ti Borba                |
| Bandera del estado de Goiás              | Monick Camargo          |
| Bandera del estado de Paraná             | Guto Penteado           |
| Bandera del estado de São Paulo          | Gustavo Lira            |
| Bandera del estado de São Paulo          | Jean Francisco          |
| Bandera del estado de São Paulo          | Ale Meneghette          |
| Bandera del estado de São Paulo          | Eduardo D'Amico         |
| Bandera del estado de São Paulo          | Joca Cardoso            |
| Bandera del estado de São Paulo          | Flavia Souza            |
| Bandera del estado de São Paulo          | Carol Neves             |
| Bandera del estado de São Paulo          | Julio Coelho            |
| Bandera del estado de São Paulo          | Tânia Leite             |
| Bandera del estado de São Paulo          | Eliedson Cruz           |
| Bandera del estado de Río Grande del Sur | Leonardo Schafer        |
| Bandera del estado de Bahía              | Helder dos Santos       |
| Bandera del estado de Río de Janeiro     | Dan Santana             |
| Bandera del estado de Ceará              | Diego Crisostomo        |
| Bandera del estado de São Paulo          | Dory de Oliveira        |
| Bandera del estado de São Paulo          | Antonio Barros          |
| Bandera del estado de São Paulo          | Allex Lopes             |
| Bandera del estado de São Paulo          | Vanessa Carvalho        |
| Bandera del estado de São Paulo          | Bia da Costa            |
| Bandera del estado de São Paulo          | Edilson Pollarah        |
| Bandera del estado de São Paulo          | Gisele Mey              |
| Bandera del estado de Río de Janeiro     | Mauricio Suetam         |
| Bandera del estado de São Paulo          | Andreza Domingues       |
| Bandera del estado de São Paulo          | Adeline De Vincenzo     |
| Bandera del estado de São Paulo          | Victor Dias             |
| Bandera del estado de São Paulo          | Lauriane Kern           |
| Bandera del estado de Minas Gerais       | Ellen Faria             |
| Bandera del estado de Río de Janeiro     | Vini Büttel             |
| Bandera del estado de São Paulo          | Danilo Araujo           |
| Bandera del estado de São Paulo          | Will Arruda             |
| Bandera del estado de Mato Grosso        | Samantha Aweti Kalapalo |
| Bandera del estado de São Paulo          | Sarah Martins           |
| Bandera del estado de São Paulo          | Gabriele Zamarian       |
| ---------------------------------------- | ----------------------- |

## Tabla de nominaciones
| Dueño de Casa                     | Dueño de Casa                     | Junior | Kelly | Titi | Adriano | Mattioli                                                                                                   | Guilherme F. | Thiago | Alex G. | Rayllan | Thais G.                                                                                    | (nadie)                                                                                    | (nadie)                                                 | (nadie)                                 | (nadie)                           | (nadie)                                | (nadie)                           |  |  |
| Ganador de la Prueba de Salvación | Ganador de la Prueba de Salvación | (nadie) | (nadie) | Anna Arlindo Bru Charles Du Flavia Giovani Lucas Mau Maurício B. Miguel Patrícia Reiko                                                                | (nadie) | (nadie) | (nadie) | Barbara Patrick Raphaella Titi                                                                             | (nadie) | (nadie) | (nadie)                                                                                     | Alex G. Bruna Cezar Charles Isa Magé                                                       | Thais G.                                                | Thais G.                                | Isa                               | Thais G.                               | (nadie)                           |  |  |
|                                   |                                   | | | | | | | | | |                                                                                             |                                                                                            |                                                         |                                         |                                   |                                        |                                   |  |  |
| 72                                | Thais G.                          | Salvada | Salvada | Salvada | Nominada | Salvada | Nominada | Salvada | Nominada | Salvada | Dueña de Casa                                                                               | Inmune                                                                                     | Salvada                                                 | Salvada                                 | Nominada                          | Sin Nominación                         | Ganadora (Final)                  |  |  |
| 60                                | Isa                               | Salvada | Nominada | Salvada | Salvada | Salvada | Nominada | Salvada | Nominada | Salvada | Salvada                                                                                     | Nominada                                                                                   | Nominada                                                | Nominada                                | Salvada                           | Sin Nominación                         | 2ª finalista (Final)              |  |  |
| 77                                | Alex G.                           | Salvado | Salvado | Salvado | Salvado | Salvado | Nominado | Salvado | Dueño de Casa | Inmune | Nominado                                                                                    | Nominado                                                                                   | Nominado                                                | Nominado                                | Nominado                          | Sin Nominación                         | Expulsado (Semana 11)             |  |  |
| 56                                | Bruna                             | Salvada | Salvada | Salvada | Nominada | Salvada | Nominada | Salvada | Nominada | Salvada | Nominada                                                                                    | Nominada                                                                                   | Nominada                                                | Nominada                                | Nominada                          | Expulsada (Semana 11)                  | Expulsada (Semana 11)             |  |  |
| 79                                | Charles                           | Salvado | Salvado | Salvado | Salvado | Salvado | Nominado | Salvado | Nominado | Salvado | Nominado                                                                                    | Nominado                                                                                   | Nominado                                                | Nominado                                | Expulsado (Semana 10)             | Expulsado (Semana 10)                  | Expulsado (Semana 10)             |  |  |
| 19                                | Magé                              | Nominada | Nominada | Salvada | Salvada | Salvada | Nominada | Salvada | Nominada | Salvada | Salvada                                                                                     | Nominada                                                                                   | Nominada                                                | Nominada                                | Expulsada (Semana 10)             | Expulsada (Semana 10)                  | Expulsada (Semana 10)             |  |  |
| 73                                | Thais V.                          | Nominada | Salvada | Salvada | Salvada | Salvada | Nominada | Nominada                                                                                                   | Nominada | Nominada | Salvada                                                                                     | Nominada                                                                                   | Nominada                                                | Expulsada (Semana 10)                   | Expulsada (Semana 10)             | Expulsada (Semana 10)                  | Expulsada (Semana 10)             |  |  |
| 75                                | Vivian                            | Salvada | Salvada | Salvada | Salvada | Salvada | Nominada | Nominada                                                                                                   | Salvada | Nominada | Salvada                                                                                     | Nominada                                                                                   | Nominada                                                | Expulsada (Semana 10)                   | Expulsada (Semana 10)             | Expulsada (Semana 10)                  | Expulsada (Semana 10)             |  |  |
| 9                                 | Claianne                          | Salvada | Nominada | Nominada | Salvada | Salvada | Nominada | Nominada                                                                                                   | Nominada | Nominada | Salvada                                                                                     | Nominada                                                                                   | Nominada                                                | Expulsada (Semana 10)                   | Expulsada (Semana 10)             | Expulsada (Semana 10)                  | Expulsada (Semana 10)             |  |  |
| 45                                | Rayllan                           | Salvado | Salvado | Salvado | Salvado | Salvado | Salvado | Salvado | Salvado | Dueño de Casa | Inmune                                                                                      | Nominado                                                                                   | Expulsado (Semana 10)                                   | Expulsado (Semana 10)                   | Expulsado (Semana 10)             | Expulsado (Semana 10)                  | Expulsado (Semana 10)             |  |  |
| 28                                | Cezar                             | Nominado | Nominado | Nominado | Salvado | Salvado | Nominado | Nominado                                                                                                   | Salvado | Nominado | Salvado                                                                                     | Nominado                                                                                   | Expulsado (Semana 10)                                   | Expulsado (Semana 10)                   | Expulsado (Semana 10)             | Expulsado (Semana 10)                  | Expulsado (Semana 10)             |  |  |
| 76                                | Adriano                           | Salvado | Salvado | Salvado | Dueño de Casa | Inmune | Nominado | Nominado                                                                                                   | Salvado | Salvado | Salvado                                                                                     | Nominado                                                                                   | Expulsado (Semana 10)                                   | Expulsado (Semana 10)                   | Expulsado (Semana 10)             | Expulsado (Semana 10)                  | Expulsado (Semana 10)             |  |  |
| 5                                 | Anna                              | Salvada | Salvada | Salvada | Salvada | Salvada | Nominada | Nominada                                                                                                   | Salvada | Nominada | Salvada                                                                                     | Nominada                                                                                   | Expulsada (Semana 10)                                   | Expulsada (Semana 10)                   | Expulsada (Semana 10)             | Expulsada (Semana 10)                  | Expulsada (Semana 10)             |  |  |
| 89                                | Jan                               | Salvado | Nominado | Salvado | Salvado | Salvado | Salvado | Nominado                                                                                                   | Salvado | Nominado | Nominado                                                                                    | Expulsado (Semana 10)                                                                      | Expulsado (Semana 10)                                   | Expulsado (Semana 10)                   | Expulsado (Semana 10)             | Expulsado (Semana 10)                  | Expulsado (Semana 10)             |  |  |
| 81                                | Digu                              | Nominado | Nominado | Salvado | Nominado | Salvado | Nominado | Salvado | Nominado | Nominado | Nominado                                                                                    | Expulsado (Semana 10)                                                                      | Expulsado (Semana 10)                                   | Expulsado (Semana 10)                   | Expulsado (Semana 10)             | Expulsado (Semana 10)                  | Expulsado (Semana 10)             |  |  |
| 61                                | Lolla                             | Nominada | Nominada | Salvada | Nominada | Nominada                                                                                                   | Nominada | Salvada | Salvada | Salvada | Nominada                                                                                    | Expulsada (Semana 10)                                                                      | Expulsada (Semana 10)                                   | Expulsada (Semana 10)                   | Expulsada (Semana 10)             | Expulsada (Semana 10)                  | Expulsada (Semana 10)             |  |  |
| 49                                | Thiago                            | Salvado | Salvado | Salvado | Nominado | Salvado | Nominado | Dueño de Casa                                                                                              | Inmune | Nominado | Nominado                                                                                    | Expulsado (Semana 10)                                                                      | Expulsado (Semana 10)                                   | Expulsado (Semana 10)                   | Expulsado (Semana 10)             | Expulsado (Semana 10)                  | Expulsado (Semana 10)             |  |  |
| 46                                | Richard                           | Salvado | Salvado | Salvado | Salvado | Salvado | Nominado | Nominado                                                                                                   | Nominado | Salvado | Nominado                                                                                    | Expulsado (Semana 10)                                                                      | Expulsado (Semana 10)                                   | Expulsado (Semana 10)                   | Expulsado (Semana 10)             | Expulsado (Semana 10)                  | Expulsado (Semana 10)             |  |  |
| 34                                | Guilherme C.                      | Salvado | Salvado | Nominado | Salvado | Salvado | Salvado | Salvado | Nominado | Nominado | Nominado                                                                                    | Expulsado (Semana 10)                                                                      | Expulsado (Semana 10)                                   | Expulsado (Semana 10)                   | Expulsado (Semana 10)             | Expulsado (Semana 10)                  | Expulsado (Semana 10)             |  |  |
| 18                                | Luana                             | Salvada | Nominada | Salvada | Nominada | Salvada | Nominada | Nominada                                                                                                   | Salvada | Nominada | Nominada                                                                                    | Expulsada (Semana 10)                                                                      | Expulsada (Semana 10)                                   | Expulsada (Semana 10)                   | Expulsada (Semana 10)             | Expulsada (Semana 10)                  | Expulsada (Semana 10)             |  |  |
| 17                                | Karina                            | Salvada | Nominada | Salvada | Salvada | Salvada | Nominada | Salvada | Salvada | Nominada | Nominada                                                                                    | Expulsada (Semana 10)                                                                      | Expulsada (Semana 10)                                   | Expulsada (Semana 10)                   | Expulsada (Semana 10)             | Expulsada (Semana 10)                  | Expulsada (Semana 10)             |  |  |
| 14                                | Gabi                              | Salvada | Salvada | Salvada | Salvada | Salvada | Nominada | Salvada | Salvada | Nominada | Nominada                                                                                    | Expulsada (Semana 10)                                                                      | Expulsada (Semana 10)                                   | Expulsada (Semana 10)                   | Expulsada (Semana 10)             | Expulsada (Semana 10)                  | Expulsada (Semana 10)             |  |  |
| 4                                 | Angela                            | Nominada | Nominada | Nominada | Salvada | Salvada | Salvada | Salvada | Salvada | Nominada | Nominada                                                                                    | Expulsada (Semana 10)                                                                      | Expulsada (Semana 10)                                   | Expulsada (Semana 10)                   | Expulsada (Semana 10)             | Expulsada (Semana 10)                  | Expulsada (Semana 10)             |  |  |
| 44                                | Patrick                           | Salvado | Salvado | Nominado | Salvado | Salvado | Nominado | Salvado | Salvado | Nominado | Expulsado (Semana 9)                                                                        | Expulsado (Semana 9)                                                                       | Expulsado (Semana 9)                                    | Expulsado (Semana 9)                    | Expulsado (Semana 9)              | Expulsado (Semana 9)                   | Expulsado (Semana 9)              |  |  |
| 57                                | Cell                              | Salvada | Salvada | Salvada | Salvada | Salvada | Nominada | Salvada | Nominada | Nominada | Expulsada (Semana 9)                                                                        | Expulsada (Semana 9)                                                                       | Expulsada (Semana 9)                                    | Expulsada (Semana 9)                    | Expulsada (Semana 9)              | Expulsada (Semana 9)                   | Expulsada (Semana 9)              |  |  |
| 43                                | Papi Noel                         | Salvado | Salvado | Nominado | Nominado | Salvado | Nominado | Salvado | Salvado | Nominado | Expulsado (Semana 9)                                                                        | Expulsado (Semana 9)                                                                       | Expulsado (Semana 9)                                    | Expulsado (Semana 9)                    | Expulsado (Semana 9)              | Expulsado (Semana 9)                   | Expulsado (Semana 9)              |  |  |
| 35                                | Guilherme F.                      | Salvado | Salvado | Salvado | Nominado | Salvado | Dueño de Casa | Inmune | Salvado | Nominado | Expulsado (Semana 9)                                                                        | Expulsado (Semana 9)                                                                       | Expulsado (Semana 9)                                    | Expulsado (Semana 9)                    | Expulsado (Semana 9)              | Expulsado (Semana 9)                   | Expulsado (Semana 9)              |  |  |
| 53                                | Barbara                           | Salvada | Salvada | Nominada | Nominada | Nominada                                                                                                   | Salvada | Salvada | Nominada | Expulsada (Semana 8) | Expulsada (Semana 8)                                                                        | Expulsada (Semana 8)                                                                       | Expulsada (Semana 8)                                    | Expulsada (Semana 8)                    | Expulsada (Semana 8)              | Expulsada (Semana 8)                   | Expulsada (Semana 8)              |  |  |
| 21                                | Raphaella                         | Salvada | Salvada | Salvada | Salvada | Nominada                                                                                                   | Nominada | Salvada | Nominada | Expulsada (Semana 8) | Expulsada (Semana 8)                                                                        | Expulsada (Semana 8)                                                                       | Expulsada (Semana 8)                                    | Expulsada (Semana 8)                    | Expulsada (Semana 8)              | Expulsada (Semana 8)                   | Expulsada (Semana 8)              |  |  |
| 84                                | Giovani                           | Salvado | Salvado | Salvado | Salvado | Salvado | Nominado | Salvado | Nominado | Expulsado (Semana 8) | Expulsado (Semana 8)                                                                        | Expulsado (Semana 8)                                                                       | Expulsado (Semana 8)                                    | Expulsado (Semana 8)                    | Expulsado (Semana 8)              | Expulsado (Semana 8)                   | Expulsado (Semana 8)              |  |  |
| 65                                | Nely                              | Nominada | Nominada | Salvada | Salvada | Salvada | Nominada | Salvada | Nominada | Expulsada (Semana 8) | Expulsada (Semana 8)                                                                        | Expulsada (Semana 8)                                                                       | Expulsada (Semana 8)                                    | Expulsada (Semana 8)                    | Expulsada (Semana 8)              | Expulsada (Semana 8)                   | Expulsada (Semana 8)              |  |  |
| 95                                | Mau                               | Salvado | Nominado | Salvado | Salvado | Nominado                                                                                                   | Salvado | Salvado | Nominado | Abandono por Tentación (Semana 8)                                                                                             | Abandono por Tentación (Semana 8)                                                           | Abandono por Tentación (Semana 8)                                                          | Abandono por Tentación (Semana 8)                       | Abandono por Tentación (Semana 8)       | Abandono por Tentación (Semana 8) | Abandono por Tentación (Semana 8)      | Abandono por Tentación (Semana 8) |  |  |
| 33                                | Gui                               | Nominado | Nominado | Salvado | Salvado | Salvado | Nominado | Salvado | Abandono (Semana 8)                                                                                                 | Abandono (Semana 8) | Abandono (Semana 8)                                                                         | Abandono (Semana 8)                                                                        | Abandono (Semana 8)                                     | Abandono (Semana 8)                     | Abandono (Semana 8)               | Abandono (Semana 8)                    | Abandono (Semana 8)               |  |  |
| 69                                | Sue                               | Nominada | Nominada | Salvada | Salvada | Nominada                                                                                                   | Nominada | Nominada                                                                                                   | Expulsada (Semana 7)                                                                                                | Expulsada (Semana 7) | Expulsada (Semana 7)                                                                        | Expulsada (Semana 7)                                                                       | Expulsada (Semana 7)                                    | Expulsada (Semana 7)                    | Expulsada (Semana 7)              | Expulsada (Semana 7)                   | Expulsada (Semana 7)              |  |  |
| 38                                | Lucas                             | Salvado | Salvado | Salvado | Nominado | Salvado | Salvado | Nominado                                                                                                   | Expulsado (Semana 7)                                                                                                | Expulsado (Semana 7) | Expulsado (Semana 7)                                                                        | Expulsado (Semana 7)                                                                       | Expulsado (Semana 7)                                    | Expulsado (Semana 7)                    | Expulsado (Semana 7)              | Expulsado (Semana 7)                   | Expulsado (Semana 7)              |  |  |
| 85                                | Thony                             | Nominado | Salvado | Nominado | Salvado | Nominado                                                                                                   | Nominado | Nominado                                                                                                   | Expulsado (Semana 7)                                                                                                | Expulsado (Semana 7) | Expulsado (Semana 7)                                                                        | Expulsado (Semana 7)                                                                       | Expulsado (Semana 7)                                    | Expulsado (Semana 7)                    | Expulsado (Semana 7)              | Expulsado (Semana 7)                   | Expulsado (Semana 7)              |  |  |
| 66                                | Patrícia                          | Nominada | Nominada | Salvada | Salvada | Nominada                                                                                                   | Nominada | Nominada                                                                                                   | Expulsada (Semana 7)                                                                                                | Expulsada (Semana 7) | Expulsada (Semana 7)                                                                        | Expulsada (Semana 7)                                                                       | Expulsada (Semana 7)                                    | Expulsada (Semana 7)                    | Expulsada (Semana 7)              | Expulsada (Semana 7)                   | Expulsada (Semana 7)              |  |  |
| 68                                | Reiko                             | Salvada | Nominada | Salvada | Salvada | Salvada | Nominada | Nominada                                                                                                   | Expulsada (Semana 7)                                                                                                | Expulsada (Semana 7) | Expulsada (Semana 7)                                                                        | Expulsada (Semana 7)                                                                       | Expulsada (Semana 7)                                    | Expulsada (Semana 7)                    | Expulsada (Semana 7)              | Expulsada (Semana 7)                   | Expulsada (Semana 7)              |  |  |
| 88                                | Ivan                              | Salvado | Nominado | Nominado | Salvado | Nominado                                                                                                   | Nominado | Nominado                                                                                                   | Expulsado (Semana 7)                                                                                                | Expulsado (Semana 7) | Expulsado (Semana 7)                                                                        | Expulsado (Semana 7)                                                                       | Expulsado (Semana 7)                                    | Expulsado (Semana 7)                    | Expulsado (Semana 7)              | Expulsado (Semana 7)                   | Expulsado (Semana 7)              |  |  |
| 24                                | Titi                              | Salvada | Salvada | Dueña de Casa | Inmune | Salvada | Salvada | Salvada | Retirada (Semana 7)                                                                                                 | Retirada (Semana 7) | Retirada (Semana 7)                                                                         | Retirada (Semana 7)                                                                        | Retirada (Semana 7)                                     | Retirada (Semana 7)                     | Retirada (Semana 7)               | Retirada (Semana 7)                    | Retirada (Semana 7)               |  |  |
| 94                                | Mattioli                          | Nominado | Salvado | Nominado | Salvado | Dueño de Casa                                                                                              | Inmune | Nominado                                                                                                   | Abandono (Semana 7)                                                                                                 | Abandono (Semana 7) | Abandono (Semana 7)                                                                         | Abandono (Semana 7)                                                                        | Abandono (Semana 7)                                     | Abandono (Semana 7)                     | Abandono (Semana 7)               | Abandono (Semana 7)                    | Abandono (Semana 7)               |  |  |
| 42                                | Miguel                            | Salvado | Salvado | Salvado | Salvado | Salvado | Salvado | Abandono (Semana 7)                                                                                        | Abandono (Semana 7)                                                                                                 | Abandono (Semana 7) | Abandono (Semana 7)                                                                         | Abandono (Semana 7)                                                                        | Abandono (Semana 7)                                     | Abandono (Semana 7)                     | Abandono (Semana 7)               | Abandono (Semana 7)                    | Abandono (Semana 7)               |  |  |
| 63                                | Luiza                             | Nominada | Nominada | Salvada | Salvada | Salvada | Salvada | Abandona (Semana 7)                                                                                        | Abandona (Semana 7)                                                                                                 | Abandona (Semana 7) | Abandona (Semana 7)                                                                         | Abandona (Semana 7)                                                                        | Abandona (Semana 7)                                     | Abandona (Semana 7)                     | Abandona (Semana 7)               | Abandona (Semana 7)                    | Abandona (Semana 7)               |  |  |
| 13                                | Eliane                            | Nominada | Salvada | Salvada | Salvada | Salvada | Nominada | Expulsada (Semana 6)                                                                                       | Expulsada (Semana 6)                                                                                                | Expulsada (Semana 6) | Expulsada (Semana 6)                                                                        | Expulsada (Semana 6)                                                                       | Expulsada (Semana 6)                                    | Expulsada (Semana 6)                    | Expulsada (Semana 6)              | Expulsada (Semana 6)                   | Expulsada (Semana 6)              |  |  |
| 71                                | Tati                              | Salvada | Salvada | Salvada | Nominada | Nominada                                                                                                   | Nominada | Expulsada (Semana 6)                                                                                       | Expulsada (Semana 6)                                                                                                | Expulsada (Semana 6) | Expulsada (Semana 6)                                                                        | Expulsada (Semana 6)                                                                       | Expulsada (Semana 6)                                    | Expulsada (Semana 6)                    | Expulsada (Semana 6)              | Expulsada (Semana 6)                   | Expulsada (Semana 6)              |  |  |
| 3                                 | Nathana                           | Salvada | Salvada | Salvada | Salvada | Salvada | Nominada | Expulsada (Semana 6)                                                                                       | Expulsada (Semana 6)                                                                                                | Expulsada (Semana 6) | Expulsada (Semana 6)                                                                        | Expulsada (Semana 6)                                                                       | Expulsada (Semana 6)                                    | Expulsada (Semana 6)                    | Expulsada (Semana 6)              | Expulsada (Semana 6)                   | Expulsada (Semana 6)              |  |  |
| 39                                | Marcelo                           | Salvado | Salvado | Salvado | Salvado | Salvado | Nominado | Expulsado (Semana 6)                                                                                       | Expulsado (Semana 6)                                                                                                | Expulsado (Semana 6) | Expulsado (Semana 6)                                                                        | Expulsado (Semana 6)                                                                       | Expulsado (Semana 6)                                    | Expulsado (Semana 6)                    | Expulsado (Semana 6)              | Expulsado (Semana 6)                   | Expulsado (Semana 6)              |  |  |
| 47                                | Rodrigo                           | Salvado | Salvado | Salvado | Salvado | Salvado | Nominado | Expulsado (Semana 6)                                                                                       | Expulsado (Semana 6)                                                                                                | Expulsado (Semana 6) | Expulsado (Semana 6)                                                                        | Expulsado (Semana 6)                                                                       | Expulsado (Semana 6)                                    | Expulsado (Semana 6)                    | Expulsado (Semana 6)              | Expulsado (Semana 6)                   | Expulsado (Semana 6)              |  |  |
| 97                                | Rômulo                            | Salvado | Nominado | Salvado | Salvado | Nominado                                                                                                   | Nominado | Abandono por Tentación (Semana 6)                                                                          | Abandono por Tentación (Semana 6)                                                                                   | Abandono por Tentación (Semana 6)                                                                                             | Abandono por Tentación (Semana 6)                                                           | Abandono por Tentación (Semana 6)                                                          | Abandono por Tentación (Semana 6)                       | Abandono por Tentación (Semana 6)       | Abandono por Tentación (Semana 6) | Abandono por Tentación (Semana 6)      | Abandono por Tentación (Semana 6) |  |  |
| 54                                | Beatriz                           | Salvada | Salvada | Nominada | Nominada | Nominada                                                                                                   | Nominada | Abandona por Tentación (Semana 6)                                                                          | Abandona por Tentación (Semana 6)                                                                                   | Abandona por Tentación (Semana 6)                                                                                             | Abandona por Tentación (Semana 6)                                                           | Abandona por Tentación (Semana 6)                                                          | Abandona por Tentación (Semana 6)                       | Abandona por Tentación (Semana 6)       | Abandona por Tentación (Semana 6) | Abandona por Tentación (Semana 6)      | Abandona por Tentación (Semana 6) |  |  |
| 11                                | Kelly                             | Nominada | Dueña de Casa | Inmune | Salvada | Salvada | Nominada | Abandona por Tentación (Semana 6)                                                                          | Abandona por Tentación (Semana 6)                                                                                   | Abandona por Tentación (Semana 6)                                                                                             | Abandona por Tentación (Semana 6)                                                           | Abandona por Tentación (Semana 6)                                                          | Abandona por Tentación (Semana 6)                       | Abandona por Tentación (Semana 6)       | Abandona por Tentación (Semana 6) | Abandona por Tentación (Semana 6)      | Abandona por Tentación (Semana 6) |  |  |
| 2                                 | Amaralina                         | Nominada | Salvada | Nominada | Nominada | Salvada | Nominada | Abandona por Tentación (Semana 6)                                                                          | Abandona por Tentación (Semana 6)                                                                                   | Abandona por Tentación (Semana 6)                                                                                             | Abandona por Tentación (Semana 6)                                                           | Abandona por Tentación (Semana 6)                                                          | Abandona por Tentación (Semana 6)                       | Abandona por Tentación (Semana 6)       | Abandona por Tentación (Semana 6) | Abandona por Tentación (Semana 6)      | Abandona por Tentación (Semana 6) |  |  |
| 41                                | Maurício B.                       | Salvado | Salvado | Salvado | Salvado | Salvado | Nominado | Retirado (Semana 6)                                                                                        | Retirado (Semana 6)                                                                                                 | Retirado (Semana 6) | Retirado (Semana 6)                                                                         | Retirado (Semana 6)                                                                        | Retirado (Semana 6)                                     | Retirado (Semana 6)                     | Retirado (Semana 6)               | Retirado (Semana 6)                    | Retirado (Semana 6)               |  |  |
| 70                                | Tainara                           | Nominada | Nominada | Salvada | Nominada | Nominada                                                                                                   | Expulsada (Semana 5) | Expulsada (Semana 5)                                                                                       | Expulsada (Semana 5)                                                                                                | Expulsada (Semana 5) | Expulsada (Semana 5)                                                                        | Expulsada (Semana 5)                                                                       | Expulsada (Semana 5)                                    | Expulsada (Semana 5)                    | Expulsada (Semana 5)              | Expulsada (Semana 5)                   | Expulsada (Semana 5)              |  |  |
| 20                                | Marcele                           | Salvada | Nominada | Salvada | Salvada | Nominada                                                                                                   | Expulsada (Semana 5) | Expulsada (Semana 5)                                                                                       | Expulsada (Semana 5)                                                                                                | Expulsada (Semana 5) | Expulsada (Semana 5)                                                                        | Expulsada (Semana 5)                                                                       | Expulsada (Semana 5)                                    | Expulsada (Semana 5)                    | Expulsada (Semana 5)              | Expulsada (Semana 5)                   | Expulsada (Semana 5)              |  |  |
| 48                                | Sal                               | Salvado | Salvado | Nominado | Nominado | Nominado                                                                                                   | Expulsado (Semana 5) | Expulsado (Semana 5)                                                                                       | Expulsado (Semana 5)                                                                                                | Expulsado (Semana 5) | Expulsado (Semana 5)                                                                        | Expulsado (Semana 5)                                                                       | Expulsado (Semana 5)                                    | Expulsado (Semana 5)                    | Expulsado (Semana 5)              | Expulsado (Semana 5)                   | Expulsado (Semana 5)              |  |  |
| 67                                | Rafa                              | Salvada | Salvada | Salvada | Salvada | Nominada                                                                                                   | Expulsada (Semana 5) | Expulsada (Semana 5)                                                                                       | Expulsada (Semana 5)                                                                                                | Expulsada (Semana 5) | Expulsada (Semana 5)                                                                        | Expulsada (Semana 5)                                                                       | Expulsada (Semana 5)                                    | Expulsada (Semana 5)                    | Expulsada (Semana 5)              | Expulsada (Semana 5)                   | Expulsada (Semana 5)              |  |  |
| 55                                | Bru                               | Salvada | Salvada | Salvada | Salvada | Nominada                                                                                                   | Expulsada (Semana 5) | Expulsada (Semana 5)                                                                                       | Expulsada (Semana 5)                                                                                                | Expulsada (Semana 5) | Expulsada (Semana 5)                                                                        | Expulsada (Semana 5)                                                                       | Expulsada (Semana 5)                                    | Expulsada (Semana 5)                    | Expulsada (Semana 5)              | Expulsada (Semana 5)                   | Expulsada (Semana 5)              |  |  |
| 10                                | Dione                             | Nominada | Salvada | Salvada | Salvada | Nominada                                                                                                   | Expulsada (Semana 5) | Expulsada (Semana 5)                                                                                       | Expulsada (Semana 5)                                                                                                | Expulsada (Semana 5) | Expulsada (Semana 5)                                                                        | Expulsada (Semana 5)                                                                       | Expulsada (Semana 5)                                    | Expulsada (Semana 5)                    | Expulsada (Semana 5)              | Expulsada (Semana 5)                   | Expulsada (Semana 5)              |  |  |
| 40                                | Marco                             | Nominado | Salvado | Salvado | Nominado | Expulsado (Semana 4)                                                                                       | Expulsado (Semana 4) | Expulsado (Semana 4)                                                                                       | Expulsado (Semana 4)                                                                                                | Expulsado (Semana 4) | Expulsado (Semana 4)                                                                        | Expulsado (Semana 4)                                                                       | Expulsado (Semana 4)                                    | Expulsado (Semana 4)                    | Expulsado (Semana 4)              | Expulsado (Semana 4)                   | Expulsado (Semana 4)              |  |  |
| 92                                | Junior                            | Dueño de Casa | Inmune | Salvado | Nominado | Expulsado (Semana 4)                                                                                       | Expulsado (Semana 4) | Expulsado (Semana 4)                                                                                       | Expulsado (Semana 4)                                                                                                | Expulsado (Semana 4) | Expulsado (Semana 4)                                                                        | Expulsado (Semana 4)                                                                       | Expulsado (Semana 4)                                    | Expulsado (Semana 4)                    | Expulsado (Semana 4)              | Expulsado (Semana 4)                   | Expulsado (Semana 4)              |  |  |
| 8                                 | Carol K.                          | Nominada | Salvada | Salvada | Nominada | Expulsada (Semana 4)                                                                                       | Expulsada (Semana 4) | Expulsada (Semana 4)                                                                                       | Expulsada (Semana 4)                                                                                                | Expulsada (Semana 4) | Expulsada (Semana 4)                                                                        | Expulsada (Semana 4)                                                                       | Expulsada (Semana 4)                                    | Expulsada (Semana 4)                    | Expulsada (Semana 4)              | Expulsada (Semana 4)                   | Expulsada (Semana 4)              |  |  |
| 27                                | Arlindo                           | Salvado | Salvado | Salvado | Nominado | Expulsado (Semana 4)                                                                                       | Expulsado (Semana 4) | Expulsado (Semana 4)                                                                                       | Expulsado (Semana 4)                                                                                                | Expulsado (Semana 4) | Expulsado (Semana 4)                                                                        | Expulsado (Semana 4)                                                                       | Expulsado (Semana 4)                                    | Expulsado (Semana 4)                    | Expulsado (Semana 4)              | Expulsado (Semana 4)                   | Expulsado (Semana 4)              |  |  |
| 82                                | Du                                | Salvado | Salvado | Salvado | Nominado | Expulsado (Semana 4)                                                                                       | Expulsado (Semana 4) | Expulsado (Semana 4)                                                                                       | Expulsado (Semana 4)                                                                                                | Expulsado (Semana 4) | Expulsado (Semana 4)                                                                        | Expulsado (Semana 4)                                                                       | Expulsado (Semana 4)                                    | Expulsado (Semana 4)                    | Expulsado (Semana 4)              | Expulsado (Semana 4)                   | Expulsado (Semana 4)              |  |  |
| 50                                | Ti Borba                          | Salvado | Salvado | Salvado | Nominado | Expulsado (Semana 4)                                                                                       | Expulsado (Semana 4) | Expulsado (Semana 4)                                                                                       | Expulsado (Semana 4)                                                                                                | Expulsado (Semana 4) | Expulsado (Semana 4)                                                                        | Expulsado (Semana 4)                                                                       | Expulsado (Semana 4)                                    | Expulsado (Semana 4)                    | Expulsado (Semana 4)              | Expulsado (Semana 4)                   | Expulsado (Semana 4)              |  |  |
| 64                                | Monick                            | Salvada | Salvada | Salvada | Nominada | Expulsada (Semana 4)                                                                                       | Expulsada (Semana 4) | Expulsada (Semana 4)                                                                                       | Expulsada (Semana 4)                                                                                                | Expulsada (Semana 4) | Expulsada (Semana 4)                                                                        | Expulsada (Semana 4)                                                                       | Expulsada (Semana 4)                                    | Expulsada (Semana 4)                    | Expulsada (Semana 4)              | Expulsada (Semana 4)                   | Expulsada (Semana 4)              |  |  |
| 86                                | Guto                              | Nominado | Nominado | Salvado | Nominado | Expulsado (Semana 4)                                                                                       | Expulsado (Semana 4) | Expulsado (Semana 4)                                                                                       | Expulsado (Semana 4)                                                                                                | Expulsado (Semana 4) | Expulsado (Semana 4)                                                                        | Expulsado (Semana 4)                                                                       | Expulsado (Semana 4)                                    | Expulsado (Semana 4)                    | Expulsado (Semana 4)              | Expulsado (Semana 4)                   | Expulsado (Semana 4)              |  |  |
| 93                                | Gustavo                           | Salvado | Salvado | Salvado | Nominado | Expulsado (Semana 4)                                                                                       | Expulsado (Semana 4) | Expulsado (Semana 4)                                                                                       | Expulsado (Semana 4)                                                                                                | Expulsado (Semana 4) | Expulsado (Semana 4)                                                                        | Expulsado (Semana 4)                                                                       | Expulsado (Semana 4)                                    | Expulsado (Semana 4)                    | Expulsado (Semana 4)              | Expulsado (Semana 4)                   | Expulsado (Semana 4)              |  |  |
| 90                                | Jean                              | Salvado | Nominado | Salvado | Nominado | Expulsado (Semana 4)                                                                                       | Expulsado (Semana 4) | Expulsado (Semana 4)                                                                                       | Expulsado (Semana 4)                                                                                                | Expulsado (Semana 4) | Expulsado (Semana 4)                                                                        | Expulsado (Semana 4)                                                                       | Expulsado (Semana 4)                                    | Expulsado (Semana 4)                    | Expulsado (Semana 4)              | Expulsado (Semana 4)                   | Expulsado (Semana 4)              |  |  |
| 1                                 | Ale                               | Nominada | Nominada | Nominada | Nominada | Expulsada (Semana 4)                                                                                       | Expulsada (Semana 4) | Expulsada (Semana 4)                                                                                       | Expulsada (Semana 4)                                                                                                | Expulsada (Semana 4) | Expulsada (Semana 4)                                                                        | Expulsada (Semana 4)                                                                       | Expulsada (Semana 4)                                    | Expulsada (Semana 4)                    | Expulsada (Semana 4)              | Expulsada (Semana 4)                   | Expulsada (Semana 4)              |  |  |
| 31                                | Eduardo                           | Salvado | Salvado | Salvado | Salvado | Abandono (Semana 4)                                                                                        | Abandono (Semana 4) | Abandono (Semana 4)                                                                                        | Abandono (Semana 4)                                                                                                 | Abandono (Semana 4) | Abandono (Semana 4)                                                                         | Abandono (Semana 4)                                                                        | Abandono (Semana 4)                                     | Abandono (Semana 4)                     | Abandono (Semana 4)               | Abandono (Semana 4)                    | Abandono (Semana 4)               |  |  |
| 91                                | Joca                              | Nominado | Nominado | Salvado | Abandono (Semana 4) | Abandono (Semana 4)                                                                                        | Abandono (Semana 4) | Abandono (Semana 4)                                                                                        | Abandono (Semana 4)                                                                                                 | Abandono (Semana 4) | Abandono (Semana 4)                                                                         | Abandono (Semana 4)                                                                        | Abandono (Semana 4)                                     | Abandono (Semana 4)                     | Abandono (Semana 4)               | Abandono (Semana 4)                    | Abandono (Semana 4)               |  |  |
| 59                                | Flavia                            | Nominada | Salvada | Salvada | Abandona (Semana 4) | Abandona (Semana 4)                                                                                        | Abandona (Semana 4) | Abandona (Semana 4)                                                                                        | Abandona (Semana 4)                                                                                                 | Abandona (Semana 4) | Abandona (Semana 4)                                                                         | Abandona (Semana 4)                                                                        | Abandona (Semana 4)                                     | Abandona (Semana 4)                     | Abandona (Semana 4)               | Abandona (Semana 4)                    | Abandona (Semana 4)               |  |  |
| 7                                 | Carol                             | Salvada | Salvada | Nominada | Expulsada (Semana 3) | Expulsada (Semana 3)                                                                                       | Expulsada (Semana 3) | Expulsada (Semana 3)                                                                                       | Expulsada (Semana 3)                                                                                                | Expulsada (Semana 3) | Expulsada (Semana 3)                                                                        | Expulsada (Semana 3)                                                                       | Expulsada (Semana 3)                                    | Expulsada (Semana 3)                    | Expulsada (Semana 3)              | Expulsada (Semana 3)                   | Expulsada (Semana 3)              |  |  |
| 36                                | Julio                             | Nominado | Salvado | Nominado | Expulsado (Semana 3) | Expulsado (Semana 3)                                                                                       | Expulsado (Semana 3) | Expulsado (Semana 3)                                                                                       | Expulsado (Semana 3)                                                                                                | Expulsado (Semana 3) | Expulsado (Semana 3)                                                                        | Expulsado (Semana 3)                                                                       | Expulsado (Semana 3)                                    | Expulsado (Semana 3)                    | Expulsado (Semana 3)              | Expulsado (Semana 3)                   | Expulsado (Semana 3)              |  |  |
| 23                                | Tânia                             | Nominada | Salvada | Nominada | Expulsada (Semana 3) | Expulsada (Semana 3)                                                                                       | Expulsada (Semana 3) | Expulsada (Semana 3)                                                                                       | Expulsada (Semana 3)                                                                                                | Expulsada (Semana 3) | Expulsada (Semana 3)                                                                        | Expulsada (Semana 3)                                                                       | Expulsada (Semana 3)                                    | Expulsada (Semana 3)                    | Expulsada (Semana 3)              | Expulsada (Semana 3)                   | Expulsada (Semana 3)              |  |  |
| 83                                | Eliedson                          | Salvado | Nominado | Nominado | Expulsado (Semana 3) | Expulsado (Semana 3)                                                                                       | Expulsado (Semana 3) | Expulsado (Semana 3)                                                                                       | Expulsado (Semana 3)                                                                                                | Expulsado (Semana 3) | Expulsado (Semana 3)                                                                        | Expulsado (Semana 3)                                                                       | Expulsado (Semana 3)                                    | Expulsado (Semana 3)                    | Expulsado (Semana 3)              | Expulsado (Semana 3)                   | Expulsado (Semana 3)              |  |  |
| 37                                | Leonardo                          | Salvado | Nominado | Nominado | Expulsado (Semana 3) | Expulsado (Semana 3)                                                                                       | Expulsado (Semana 3) | Expulsado (Semana 3)                                                                                       | Expulsado (Semana 3)                                                                                                | Expulsado (Semana 3) | Expulsado (Semana 3)                                                                        | Expulsado (Semana 3)                                                                       | Expulsado (Semana 3)                                    | Expulsado (Semana 3)                    | Expulsado (Semana 3)              | Expulsado (Semana 3)                   | Expulsado (Semana 3)              |  |  |
| 87                                | Helder                            | Nominado | Salvado | Nominado | Expulsado (Semana 3) | Expulsado (Semana 3)                                                                                       | Expulsado (Semana 3) | Expulsado (Semana 3)                                                                                       | Expulsado (Semana 3)                                                                                                | Expulsado (Semana 3) | Expulsado (Semana 3)                                                                        | Expulsado (Semana 3)                                                                       | Expulsado (Semana 3)                                    | Expulsado (Semana 3)                    | Expulsado (Semana 3)              | Expulsado (Semana 3)                   | Expulsado (Semana 3)              |  |  |
| 29                                | Dan                               | Nominado | Salvado | Salvado | Abandono (Semana 3) | Abandono (Semana 3)                                                                                        | Abandono (Semana 3) | Abandono (Semana 3)                                                                                        | Abandono (Semana 3)                                                                                                 | Abandono (Semana 3) | Abandono (Semana 3)                                                                         | Abandono (Semana 3)                                                                        | Abandono (Semana 3)                                     | Abandono (Semana 3)                     | Abandono (Semana 3)               | Abandono (Semana 3)                    | Abandono (Semana 3)               |  |  |
| 30                                | Diego                             | Nominado | Salvado | Abandono (Semana 3) | Abandono (Semana 3) | Abandono (Semana 3)                                                                                        | Abandono (Semana 3) | Abandono (Semana 3)                                                                                        | Abandono (Semana 3)                                                                                                 | Abandono (Semana 3) | Abandono (Semana 3)                                                                         | Abandono (Semana 3)                                                                        | Abandono (Semana 3)                                     | Abandono (Semana 3)                     | Abandono (Semana 3)               | Abandono (Semana 3)                    | Abandono (Semana 3)               |  |  |
| 12                                | Dory                              | Salvada | Nominada | Abandona (Semana 3) | Abandona (Semana 3) | Abandona (Semana 3)                                                                                        | Abandona (Semana 3) | Abandona (Semana 3)                                                                                        | Abandona (Semana 3)                                                                                                 | Abandona (Semana 3) | Abandona (Semana 3)                                                                         | Abandona (Semana 3)                                                                        | Abandona (Semana 3)                                     | Abandona (Semana 3)                     | Abandona (Semana 3)               | Abandona (Semana 3)                    | Abandona (Semana 3)               |  |  |
| 78                                | Antonio                           | Nominado | Nominado | Expulsado (Semana 2) | Expulsado (Semana 2) | Expulsado (Semana 2)                                                                                       | Expulsado (Semana 2) | Expulsado (Semana 2)                                                                                       | Expulsado (Semana 2)                                                                                                | Expulsado (Semana 2) | Expulsado (Semana 2)                                                                        | Expulsado (Semana 2)                                                                       | Expulsado (Semana 2)                                    | Expulsado (Semana 2)                    | Expulsado (Semana 2)              | Expulsado (Semana 2)                   | Expulsado (Semana 2)              |  |  |
| 26                                | Allex L.                          | Salvado | Nominado | Expulsado (Semana 2) | Expulsado (Semana 2) | Expulsado (Semana 2)                                                                                       | Expulsado (Semana 2) | Expulsado (Semana 2)                                                                                       | Expulsado (Semana 2)                                                                                                | Expulsado (Semana 2) | Expulsado (Semana 2)                                                                        | Expulsado (Semana 2)                                                                       | Expulsado (Semana 2)                                    | Expulsado (Semana 2)                    | Expulsado (Semana 2)              | Expulsado (Semana 2)                   | Expulsado (Semana 2)              |  |  |
| 25                                | Vanessa                           | Salvada | Nominada | Expulsada (Semana 2) | Expulsada (Semana 2) | Expulsada (Semana 2)                                                                                       | Expulsada (Semana 2) | Expulsada (Semana 2)                                                                                       | Expulsada (Semana 2)                                                                                                | Expulsada (Semana 2) | Expulsada (Semana 2)                                                                        | Expulsada (Semana 2)                                                                       | Expulsada (Semana 2)                                    | Expulsada (Semana 2)                    | Expulsada (Semana 2)              | Expulsada (Semana 2)                   | Expulsada (Semana 2)              |  |  |
| 6                                 | Bia                               | Salvada | Nominada | Expulsada (Semana 2) | Expulsada (Semana 2) | Expulsada (Semana 2)                                                                                       | Expulsada (Semana 2) | Expulsada (Semana 2)                                                                                       | Expulsada (Semana 2)                                                                                                | Expulsada (Semana 2) | Expulsada (Semana 2)                                                                        | Expulsada (Semana 2)                                                                       | Expulsada (Semana 2)                                    | Expulsada (Semana 2)                    | Expulsada (Semana 2)              | Expulsada (Semana 2)                   | Expulsada (Semana 2)              |  |  |
| 96                                | Edilson                           | Salvado | Nominado | Expulsado (Semana 2) | Expulsado (Semana 2) | Expulsado (Semana 2)                                                                                       | Expulsado (Semana 2) | Expulsado (Semana 2)                                                                                       | Expulsado (Semana 2)                                                                                                | Expulsado (Semana 2) | Expulsado (Semana 2)                                                                        | Expulsado (Semana 2)                                                                       | Expulsado (Semana 2)                                    | Expulsado (Semana 2)                    | Expulsado (Semana 2)              | Expulsado (Semana 2)                   | Expulsado (Semana 2)              |  |  |
| 16                                | Gisele                            | Nominada | Salvada | Retirada (Semana 2) | Retirada (Semana 2) | Retirada (Semana 2)                                                                                        | Retirada (Semana 2) | Retirada (Semana 2)                                                                                        | Retirada (Semana 2)                                                                                                 | Retirada (Semana 2) | Retirada (Semana 2)                                                                         | Retirada (Semana 2)                                                                        | Retirada (Semana 2)                                     | Retirada (Semana 2)                     | Retirada (Semana 2)               | Retirada (Semana 2)                    | Retirada (Semana 2)               |  |  |
| 32                                | Mauricio S.                       | Salvado | Salvado | Retirado (Semana 2) | Retirado (Semana 2) | Retirado (Semana 2)                                                                                        | Retirado (Semana 2) | Retirado (Semana 2)                                                                                        | Retirado (Semana 2)                                                                                                 | Retirado (Semana 2) | Retirado (Semana 2)                                                                         | Retirado (Semana 2)                                                                        | Retirado (Semana 2)                                     | Retirado (Semana 2)                     | Retirado (Semana 2)               | Retirado (Semana 2)                    | Retirado (Semana 2)               |  |  |
| 52                                | Andreza                           | Salvada | Nominada | Abandona (Semana 2) | Abandona (Semana 2) | Abandona (Semana 2)                                                                                        | Abandona (Semana 2) | Abandona (Semana 2)                                                                                        | Abandona (Semana 2)                                                                                                 | Abandona (Semana 2) | Abandona (Semana 2)                                                                         | Abandona (Semana 2)                                                                        | Abandona (Semana 2)                                     | Abandona (Semana 2)                     | Abandona (Semana 2)               | Abandona (Semana 2)                    | Abandona (Semana 2)               |  |  |
| 51                                | Adeline                           | Salvada | Salvada | Abandona (Semana 2) | Abandona (Semana 2) | Abandona (Semana 2)                                                                                        | Abandona (Semana 2) | Abandona (Semana 2)                                                                                        | Abandona (Semana 2)                                                                                                 | Abandona (Semana 2) | Abandona (Semana 2)                                                                         | Abandona (Semana 2)                                                                        | Abandona (Semana 2)                                     | Abandona (Semana 2)                     | Abandona (Semana 2)               | Abandona (Semana 2)                    | Abandona (Semana 2)               |  |  |
| 98                                | Victor                            | Nominado | Salvado | Abandono (Semana 2) | Abandono (Semana 2) | Abandono (Semana 2)                                                                                        | Abandono (Semana 2) | Abandono (Semana 2)                                                                                        | Abandono (Semana 2)                                                                                                 | Abandono (Semana 2) | Abandono (Semana 2)                                                                         | Abandono (Semana 2)                                                                        | Abandono (Semana 2)                                     | Abandono (Semana 2)                     | Abandono (Semana 2)               | Abandono (Semana 2)                    | Abandono (Semana 2)               |  |  |
| 52                                | Lauriane                          | Nominada | Expulsada (Semana 1) | Expulsada (Semana 1) | Expulsada (Semana 1) | Expulsada (Semana 1)                                                                                       | Expulsada (Semana 1) | Expulsada (Semana 1)                                                                                       | Expulsada (Semana 1)                                                                                                | Expulsada (Semana 1) | Expulsada (Semana 1)                                                                        | Expulsada (Semana 1)                                                                       | Expulsada (Semana 1)                                    | Expulsada (Semana 1)                    | Expulsada (Semana 1)              | Expulsada (Semana 1)                   | Expulsada (Semana 1)              |  |  |
| 58                                | Ellen                             | Salvada | Abandona (Semana 1) | Abandona (Semana 1) | Abandona (Semana 1) | Abandona (Semana 1)                                                                                        | Abandona (Semana 1) | Abandona (Semana 1)                                                                                        | Abandona (Semana 1)                                                                                                 | Abandona (Semana 1) | Abandona (Semana 1)                                                                         | Abandona (Semana 1)                                                                        | Abandona (Semana 1)                                     | Abandona (Semana 1)                     | Abandona (Semana 1)               | Abandona (Semana 1)                    | Abandona (Semana 1)               |  |  |
| 99                                | Vini                              | Nominado | Retirado (Semana 1) | Retirado (Semana 1) | Retirado (Semana 1) | Retirado (Semana 1)                                                                                        | Retirado (Semana 1) | Retirado (Semana 1)                                                                                        | Retirado (Semana 1)                                                                                                 | Retirado (Semana 1) | Retirado (Semana 1)                                                                         | Retirado (Semana 1)                                                                        | Retirado (Semana 1)                                     | Retirado (Semana 1)                     | Retirado (Semana 1)               | Retirado (Semana 1)                    | Retirado (Semana 1)               |  |  |
| 80                                | Danilo                            | Nominado | Abandono (Semana 1) | Abandono (Semana 1) | Abandono (Semana 1) | Abandono (Semana 1)                                                                                        | Abandono (Semana 1) | Abandono (Semana 1)                                                                                        | Abandono (Semana 1)                                                                                                 | Abandono (Semana 1) | Abandono (Semana 1)                                                                         | Abandono (Semana 1)                                                                        | Abandono (Semana 1)                                     | Abandono (Semana 1)                     | Abandono (Semana 1)               | Abandono (Semana 1)                    | Abandono (Semana 1)               |  |  |
| 100                               | Will                              | Nominado | Abandono (Semana 1) | Abandono (Semana 1) | Abandono (Semana 1) | Abandono (Semana 1)                                                                                        | Abandono (Semana 1) | Abandono (Semana 1)                                                                                        | Abandono (Semana 1)                                                                                                 | Abandono (Semana 1) | Abandono (Semana 1)                                                                         | Abandono (Semana 1)                                                                        | Abandono (Semana 1)                                     | Abandono (Semana 1)                     | Abandono (Semana 1)               | Abandono (Semana 1)                    | Abandono (Semana 1)               |  |  |
| 22                                | Samantha                          | Abandona (Semana 1) | Abandona (Semana 1) | Abandona (Semana 1) | Abandona (Semana 1) | Abandona (Semana 1)                                                                                        | Abandona (Semana 1) | Abandona (Semana 1)                                                                                        | Abandona (Semana 1)                                                                                                 | Abandona (Semana 1) | Abandona (Semana 1)                                                                         | Abandona (Semana 1)                                                                        | Abandona (Semana 1)                                     | Abandona (Semana 1)                     | Abandona (Semana 1)               | Abandona (Semana 1)                    | Abandona (Semana 1)               |  |  |
| 74                                | Sarah                             | Abandona (Semana 1) | Abandona (Semana 1) | Abandona (Semana 1) | Abandona (Semana 1) | Abandona (Semana 1)                                                                                        | Abandona (Semana 1) | Abandona (Semana 1)                                                                                        | Abandona (Semana 1)                                                                                                 | Abandona (Semana 1) | Abandona (Semana 1)                                                                         | Abandona (Semana 1)                                                                        | Abandona (Semana 1)                                     | Abandona (Semana 1)                     | Abandona (Semana 1)               | Abandona (Semana 1)                    | Abandona (Semana 1)               |  |  |
| 15                                | Gabriele                          | Abandona (Semana 1) | Abandona (Semana 1) | Abandona (Semana 1) | Abandona (Semana 1) | Abandona (Semana 1)                                                                                        | Abandona (Semana 1) | Abandona (Semana 1)                                                                                        | Abandona (Semana 1)                                                                                                 | Abandona (Semana 1) | Abandona (Semana 1)                                                                         | Abandona (Semana 1)                                                                        | Abandona (Semana 1)                                     | Abandona (Semana 1)                     | Abandona (Semana 1)               | Abandona (Semana 1)                    | Abandona (Semana 1)               |  |  |
|                                   |                                   | | | | | | | | | |                                                                                             |                                                                                            |                                                         |                                         |                                   |                                        |                                   |  |  |
| Nominados                         | Nominados                         | Ale Amaralina Angela Antonio Carol K. Cezar Dan Danilo Diego Digu Dione Eliane Flavia Gisele Gui Guto Helder Joca Julio Kelly Lauriane Lolla Luiza Marco Magé Mattioli Nely Patrícia Sue Tainara Tânia Thais V. Thony Victor Vini Will | Ale Allex L. Andreza Angela Antonio Bia Cezar Claianne Digu Dory Edilson Eliedson Gui Guto Isa Ivan Jan Jean Joca Karina Leonardo Lolla Luana Luiza Magé Marcele Mau Nely Patrícia Reiko Rômulo Sue Tainara Vanessa | Ale Amaralina Angela Barbara Beatriz Carol Cezar Claianne Eliedson Guilherme C. Helder Ivan Julio Leonardo Mattioli Papi Noel Patrick Sal Tânia Thony | Ale Amaralina Arlindo Barbara Beatriz Bruna Carol K. Digu Du Guilherme F. Gustavo Guto Jean Junior Lolla Luana Lucas Marco Monick Papi Noel Sal Tainara Tati Thais G. Thiago Ti Borba | Barbara Beatriz Bru Dione Ivan Lolla Marcele Mau Patrícia Rafa Raphaella Rômulo Sal Sue Tainara Tati Thony | Adriano Alex G. Amaralina Anna Beatriz Bruna Cell Cezar Charles Claianne Digu Eliane Gabi Giovani Gui Isa Ivan Karina Kelly Lolla Luana Magé Marcelo Maurício B. Nathana Nely Papi Noel Patrícia Patrick Raphaella Reiko Richard Rodrigo Rômulo Sue Tati Thais G. Thais V. Thiago Thony Vivian | Adriano Anna Cezar Claianne Ivan Jan Luana Lucas Mattioli Patrícia Reiko Richard Sue Thony Thais V. Vivian | Barbara Bruna Cell Charles Claianne Digu Giovani Guilherme C. Isa Magé Mau Nely Raphaella Richard Thais G. Thais V. | Angela Anna Cell Cezar Claianne Digu Gabi Guilherme C. Guilherme F. Jan Karina Luana Papi Noel Patrick Thais V. Thiago Vivian | Alex G. Angela Bruna Charles Digu Gabi Guilherme C. Jan Karina Lolla Luana Richard Thiago   | Adriano Anna Claianne Rayllan Thais V. Vivian                                              | Alex G. Bruna Claianne Charles Isa Magé Thais V. Vivian | Alex G. Bruna Charles Isa Magé          | Alex G. Bruna Thais G.            | Alex G. Isa Thais G.                   | Isa Thais G.                      |  |  |
| Nominados                         | Nominados                         | Ale Amaralina Angela Antonio Carol K. Cezar Dan Danilo Diego Digu Dione Eliane Flavia Gisele Gui Guto Helder Joca Julio Kelly Lauriane Lolla Luiza Marco Magé Mattioli Nely Patrícia Sue Tainara Tânia Thais V. Thony Victor Vini Will | Ale Allex L. Andreza Angela Antonio Bia Cezar Claianne Digu Dory Edilson Eliedson Gui Guto Isa Ivan Jan Jean Joca Karina Leonardo Lolla Luana Luiza Magé Marcele Mau Nely Patrícia Reiko Rômulo Sue Tainara Vanessa | Ale Amaralina Angela Barbara Beatriz Carol Cezar Claianne Eliedson Guilherme C. Helder Ivan Julio Leonardo Mattioli Papi Noel Patrick Sal Tânia Thony | Ale Amaralina Arlindo Barbara Beatriz Bruna Carol K. Digu Du Guilherme F. Gustavo Guto Jean Junior Lolla Luana Lucas Marco Monick Papi Noel Sal Tainara Tati Thais G. Thiago Ti Borba | Barbara Beatriz Bru Dione Ivan Lolla Marcele Mau Patrícia Rafa Raphaella Rômulo Sal Sue Tainara Tati Thony | Adriano Alex G. Amaralina Anna Beatriz Bruna Cell Cezar Charles Claianne Digu Eliane Gabi Giovani Gui Isa Ivan Karina Kelly Lolla Luana Magé Marcelo Maurício B. Nathana Nely Papi Noel Patrícia Patrick Raphaella Reiko Richard Rodrigo Rômulo Sue Tati Thais G. Thais V. Thiago Thony Vivian | Adriano Anna Cezar Claianne Ivan Jan Luana Lucas Mattioli Patrícia Reiko Richard Sue Thony Thais V. Vivian | Barbara Bruna Cell Charles Claianne Digu Giovani Guilherme C. Isa Magé Mau Nely Raphaella Richard Thais G. Thais V. | Angela Anna Cell Cezar Claianne Digu Gabi Guilherme C. Guilherme F. Jan Karina Luana Papi Noel Patrick Thais V. Thiago Vivian | Alex G. Angela Bruna Charles Digu Gabi Guilherme C. Jan Karina Lolla Luana Richard Thiago   | Alex G. Bruna Cezar Charles Isa Magé                                                       | Alex G. Bruna Claianne Charles Isa Magé Thais V. Vivian | Alex G. Bruna Charles Isa Magé          | Alex G. Bruna Thais G.            | Alex G. Isa Thais G.                   | Isa Thais G.                      |  |  |
| Expulsados                        | Expulsados                        | Gabriele Abandona | Victor Abandono | Dory Abandona | Flavia Abandona | Dione Bru Rafa Sal Marcele Tainara Expulsados por Mattioli                                                 | Maurício B. Retirado | Luiza Abandona                                                                                             | Gui Abandono | Guilherme F. Papi Noel Cell Patrick Expulsados por Rayllan                                                                    | Angela Gabi Karina Luana Guilherme C. Richard Thiago Lolla Digu Jan Expulsados por Thais G. | Anna Adriano Expulsados por el propio Grupo (Grupo Perdedor)                               | Claianne Vivian Thais V. Expulsadas por Thais G.        | Magé Charles Expulsados por Thais G.    | Bruna Expulsada por Isa           | Alex G. Expulsado por la Prueba Final  | Isa 33,04% para ganar             |  |  |
| Expulsados                        | Expulsados                        | Sarah Abandona | Adeline Abandona | Diego Abandono | Joca Abandono | Dione Bru Rafa Sal Marcele Tainara Expulsados por Mattioli                                                 | Amaralina Abandona por Tentación | Miguel Abandono                                                                                            | Mau Abandono por Tentación                                                                                          | Guilherme F. Papi Noel Cell Patrick Expulsados por Rayllan                                                                    | Angela Gabi Karina Luana Guilherme C. Richard Thiago Lolla Digu Jan Expulsados por Thais G. | Anna Adriano Expulsados por el propio Grupo (Grupo Perdedor)                               | Claianne Vivian Thais V. Expulsadas por Thais G.        | Magé Charles Expulsados por Thais G.    | Bruna Expulsada por Isa           | Alex G. Expulsado por la Prueba Final  | Isa 33,04% para ganar             |  |  |
| Expulsados                        | Expulsados                        | Samantha Abandona | Andreza Abandona | Dan Abandono | Eduardo Abandono | Dione Bru Rafa Sal Marcele Tainara Expulsados por Mattioli                                                 | Kelly Abandona por Tentación | Mattioli Abandono                                                                                          | Nely Giovani Raphaella Barbara Expulsados por Alex G.                                                               | Guilherme F. Papi Noel Cell Patrick Expulsados por Rayllan                                                                    | Angela Gabi Karina Luana Guilherme C. Richard Thiago Lolla Digu Jan Expulsados por Thais G. | Anna Adriano Expulsados por el propio Grupo (Grupo Perdedor)                               | Claianne Vivian Thais V. Expulsadas por Thais G.        | Magé Charles Expulsados por Thais G.    | Bruna Expulsada por Isa           | Alex G. Expulsado por la Prueba Final  | Isa 33,04% para ganar             |  |  |
| Expulsados                        | Expulsados                        | Samantha Abandona | Andreza Abandona | Dan Abandono | Eduardo Abandono | Dione Bru Rafa Sal Marcele Tainara Expulsados por Mattioli                                                 | Kelly Abandona por Tentación | Mattioli Abandono                                                                                          | Nely Giovani Raphaella Barbara Expulsados por Alex G.                                                               | Guilherme F. Papi Noel Cell Patrick Expulsados por Rayllan                                                                    | Angela Gabi Karina Luana Guilherme C. Richard Thiago Lolla Digu Jan Expulsados por Thais G. | Cezar Expulsados por el propio Grupo (Grupo Ganador)                                       | Claianne Vivian Thais V. Expulsadas por Thais G.        | Magé Charles Expulsados por Thais G.    | Bruna Expulsada por Isa           | Alex G. Expulsado por la Prueba Final  | Isa 33,04% para ganar             |  |  |
| Expulsados                        | Expulsados                        | Will Abandono | Mauricio S. Retirado | Helder Leonardo Eliedson Tânia Julio Carol Expulsados por Titi                                                                                        | Ale Jean Gustavo Guto Monick Ti Borba Du Arlindo Carol K. Junior Marco Expulsados por Adriano                                                                                         | Dione Bru Rafa Sal Marcele Tainara Expulsados por Mattioli                                                 | Beatriz Abandona por Tentación | Titi Retirada                                                                                              | Nely Giovani Raphaella Barbara Expulsados por Alex G.                                                               | Guilherme F. Papi Noel Cell Patrick Expulsados por Rayllan                                                                    | Angela Gabi Karina Luana Guilherme C. Richard Thiago Lolla Digu Jan Expulsados por Thais G. |                                                                                            | Claianne Vivian Thais V. Expulsadas por Thais G.        | Magé Charles Expulsados por Thais G.    | Bruna Expulsada por Isa           | Alex G. Expulsado por la Prueba Final  | Isa 33,04% para ganar             |  |  |
| Expulsados                        | Expulsados                        | Danilo Abandono | Gisele Retirada | Helder Leonardo Eliedson Tânia Julio Carol Expulsados por Titi                                                                                        | Ale Jean Gustavo Guto Monick Ti Borba Du Arlindo Carol K. Junior Marco Expulsados por Adriano                                                                                         | Dione Bru Rafa Sal Marcele Tainara Expulsados por Mattioli                                                 | Rômulo Abandono por Tentación | Ivan Reiko Patrícia Thony Lucas Sue Expulsados por Thiago                                                  | Nely Giovani Raphaella Barbara Expulsados por Alex G.                                                               | Guilherme F. Papi Noel Cell Patrick Expulsados por Rayllan                                                                    | Angela Gabi Karina Luana Guilherme C. Richard Thiago Lolla Digu Jan Expulsados por Thais G. |                                                                                            | Claianne Vivian Thais V. Expulsadas por Thais G.        | Magé Charles Expulsados por Thais G.    | Bruna Expulsada por Isa           | Alex G. Expulsado por la Prueba Final  | Isa 33,04% para ganar             |  |  |
| Expulsados                        | Expulsados                        | Vini Retirado | Edilson Bia Vanessa Allex L. Antonio Expulsados por Kelly | Helder Leonardo Eliedson Tânia Julio Carol Expulsados por Titi                                                                                        | Ale Jean Gustavo Guto Monick Ti Borba Du Arlindo Carol K. Junior Marco Expulsados por Adriano                                                                                         | Dione Bru Rafa Sal Marcele Tainara Expulsados por Mattioli                                                 | Rodrigo Marcelo Nathana Tati Eliane Expulsados por Guilherme F. | Ivan Reiko Patrícia Thony Lucas Sue Expulsados por Thiago                                                  | Nely Giovani Raphaella Barbara Expulsados por Alex G.                                                               | Guilherme F. Papi Noel Cell Patrick Expulsados por Rayllan                                                                    | Angela Gabi Karina Luana Guilherme C. Richard Thiago Lolla Digu Jan Expulsados por Thais G. |                                                                                            | Claianne Vivian Thais V. Expulsadas por Thais G.        | Magé Charles Expulsados por Thais G.    | Bruna Expulsada por Isa           | Alex G. Expulsado por la Prueba Final  | Isa 33,04% para ganar             |  |  |
| Expulsados                        | Expulsados                        | Vini Retirado | Edilson Bia Vanessa Allex L. Antonio Expulsados por Kelly | Helder Leonardo Eliedson Tânia Julio Carol Expulsados por Titi                                                                                        | Ale Jean Gustavo Guto Monick Ti Borba Du Arlindo Carol K. Junior Marco Expulsados por Adriano                                                                                         | Dione Bru Rafa Sal Marcele Tainara Expulsados por Mattioli                                                 | Rodrigo Marcelo Nathana Tati Eliane Expulsados por Guilherme F. | Ivan Reiko Patrícia Thony Lucas Sue Expulsados por Thiago                                                  | Nely Giovani Raphaella Barbara Expulsados por Alex G.                                                               | Guilherme F. Papi Noel Cell Patrick Expulsados por Rayllan                                                                    | Angela Gabi Karina Luana Guilherme C. Richard Thiago Lolla Digu Jan Expulsados por Thais G. | Rayllan Expulsado por Grupo Ganador                                                        | Claianne Vivian Thais V. Expulsadas por Thais G.        | Magé Charles Expulsados por Thais G.    | Bruna Expulsada por Isa           | Alex G. Expulsado por la Prueba Final  | Isa 33,04% para ganar             |  |  |
| Expulsados                        | Expulsados                        | Ellen Abandona | Edilson Bia Vanessa Allex L. Antonio Expulsados por Kelly | Helder Leonardo Eliedson Tânia Julio Carol Expulsados por Titi                                                                                        | Ale Jean Gustavo Guto Monick Ti Borba Du Arlindo Carol K. Junior Marco Expulsados por Adriano                                                                                         | Dione Bru Rafa Sal Marcele Tainara Expulsados por Mattioli                                                 | Rodrigo Marcelo Nathana Tati Eliane Expulsados por Guilherme F. | Ivan Reiko Patrícia Thony Lucas Sue Expulsados por Thiago                                                  | Nely Giovani Raphaella Barbara Expulsados por Alex G.                                                               | Guilherme F. Papi Noel Cell Patrick Expulsados por Rayllan                                                                    | Angela Gabi Karina Luana Guilherme C. Richard Thiago Lolla Digu Jan Expulsados por Thais G. |                                                                                            | Claianne Vivian Thais V. Expulsadas por Thais G.        | Magé Charles Expulsados por Thais G.    | Bruna Expulsada por Isa           | Alex G. Expulsado por la Prueba Final  | Isa 33,04% para ganar             |  |  |
| Expulsados                        | Expulsados                        | Lauriane Expulsada por Junior | Edilson Bia Vanessa Allex L. Antonio Expulsados por Kelly | Helder Leonardo Eliedson Tânia Julio Carol Expulsados por Titi                                                                                        | Ale Jean Gustavo Guto Monick Ti Borba Du Arlindo Carol K. Junior Marco Expulsados por Adriano                                                                                         | Dione Bru Rafa Sal Marcele Tainara Expulsados por Mattioli                                                 | Rodrigo Marcelo Nathana Tati Eliane Expulsados por Guilherme F. | Ivan Reiko Patrícia Thony Lucas Sue Expulsados por Thiago                                                  | Nely Giovani Raphaella Barbara Expulsados por Alex G.                                                               | Guilherme F. Papi Noel Cell Patrick Expulsados por Rayllan                                                                    | Angela Gabi Karina Luana Guilherme C. Richard Thiago Lolla Digu Jan Expulsados por Thais G. |                                                                                            | Claianne Vivian Thais V. Expulsadas por Thais G.        | Magé Charles Expulsados por Thais G.    | Bruna Expulsada por Isa           | Alex G. Expulsado por la Prueba Final  | Isa 33,04% para ganar             |  |  |
| Salvados                          | Salvados                          | Ale Amaralina Angela Antonio Carol K. Cezar Dan Diego Digu Dione Eliane Flavia Gisele Gui Guto Helder Joca Julio Kelly Lolla Luiza Marco Magé Mattioli Nely Patrícia Sue Tainara Tânia Thais V. Thony Victor Salvados por Junior       | Ale Angela Cezar Claianne Digu Dory Eliedson Gui Guto Isa Ivan Jan Jean Joca Karina Leonardo Lolla Luana Luiza Magé Marcele Mau Nely Patrícia Reiko Rômulo Sue Tainara Salvados por Kelly                           | Ale Amaralina Angela Barbara Beatriz Cezar Claianne Guilherme C. Ivan Mattioli Papi Noel Patrick Sal Thony Salvados por Titi                          | Amaralina Barbara Beatriz Bruna Digu Guilherme F. Lolla Luana Lucas Papi Noel Sal Tainara Tati Thais G. Thiago Salvados por Adriano                                                   | Barbara Beatriz Ivan Lolla Mau Patrícia Raphaela Rômulo Sue Tati Thony Salvados por Mattioli               | Adriano Alex G. Anna Bruna Cell Cezar Charles Claianne Digu Gabi Giovani Gui Isa Ivan Karina Lolla Luana Magé Nely Papi Noel Patrícia Patrick Raphaela Reiko Richard Sue Thais G. Thais V. Thiago Thony Vivian Salvados por Guilherme F.                                                       | Adriano Anna Cezar Claianne Jan Luana Richard Thais V. Vivian Salvados por Thiago                          | Bruna Cell Charles Claianne Digu Giovani Guilherme C. Isa Magé Richard Thais G. Thais V. Salvados por Alex G.       | Angela Anna Cezar Claianne Digu Gabi Guilherme C. Jan Karina Luana Thais V. Thiago Vivian Salvados por Rayllan                | Bruna Alex G. Charles Salvados por Thais G.                                                 | Claianne Thais V. Vivian Salvadas por Grupo Ganador y por el propio grupo (Grupo Perdedor) | Alex G. Bruna Charles Isa Magé Salvados por Thais G.    | Alex G. Bruna Isa Salvados por Thais G. | Alex G. Thais G. Salvados por Isa | Isa Finalista por la Prueba Final      | Thais G. 66,96% para ganar        |  |  |
| Salvados                          | Salvados                          | Ale Amaralina Angela Antonio Carol K. Cezar Dan Diego Digu Dione Eliane Flavia Gisele Gui Guto Helder Joca Julio Kelly Lolla Luiza Marco Magé Mattioli Nely Patrícia Sue Tainara Tânia Thais V. Thony Victor Salvados por Junior       | Ale Angela Cezar Claianne Digu Dory Eliedson Gui Guto Isa Ivan Jan Jean Joca Karina Leonardo Lolla Luana Luiza Magé Marcele Mau Nely Patrícia Reiko Rômulo Sue Tainara Salvados por Kelly                           | Ale Amaralina Angela Barbara Beatriz Cezar Claianne Guilherme C. Ivan Mattioli Papi Noel Patrick Sal Thony Salvados por Titi                          | Amaralina Barbara Beatriz Bruna Digu Guilherme F. Lolla Luana Lucas Papi Noel Sal Tainara Tati Thais G. Thiago Salvados por Adriano                                                   | Barbara Beatriz Ivan Lolla Mau Patrícia Raphaela Rômulo Sue Tati Thony Salvados por Mattioli               | Adriano Alex G. Anna Bruna Cell Cezar Charles Claianne Digu Gabi Giovani Gui Isa Ivan Karina Lolla Luana Magé Nely Papi Noel Patrícia Patrick Raphaela Reiko Richard Sue Thais G. Thais V. Thiago Thony Vivian Salvados por Guilherme F.                                                       | Adriano Anna Cezar Claianne Jan Luana Richard Thais V. Vivian Salvados por Thiago                          | Bruna Cell Charles Claianne Digu Giovani Guilherme C. Isa Magé Richard Thais G. Thais V. Salvados por Alex G.       | Angela Anna Cezar Claianne Digu Gabi Guilherme C. Jan Karina Luana Thais V. Thiago Vivian Salvados por Rayllan                | Bruna Alex G. Charles Salvados por Thais G.                                                 | Alex G. Bruna Charles Isa Magé Salvados por el propio Grupo (Grupo Ganador)                | Alex G. Bruna Charles Isa Magé Salvados por Thais G.    | Alex G. Bruna Isa Salvados por Thais G. | Alex G. Thais G. Salvados por Isa | Thais G. Finalista por la Prueba Final | Thais G. 66,96% para ganar        |  |  |

### División de Paneles
| Colocación | Semana 1     | Semana 2     | Semana 3     | Semana 4     | Semana 5     | Semana 6     | Semana 7     | Semana 8     | Semana 9     | Semana 10    | Semana 10 | Semana 10 | Semana 10 | Semana 11 | Semana 11 |
| Colocación | Semana 1     | Semana 2     | Semana 3     | Semana 4     | Semana 5     | Semana 6     | Semana 7     | Semana 8     | Semana 9     | Ronda 1      | Ronda 2   | Ronda 3   | Ronda 4   | Ronda 1   | Ronda 2   |
| ---------- | ------------ | ------------ | ------------ | ------------ | ------------ | ------------ | ------------ | ------------ | ------------ | ------------ | --------- | --------- | --------- | --------- | --------- |
| 1          | Junior       | Kelly        | Titi         | Adriano      | Mattioli     | Guilherme F. | Thiago       | Alex G.      | Rayllan      | Thais G.     | Thais G.  | Thais G.  | Thais G.  | Isa       | Thais G.  |
| 2          | Carol        | Junior       | Kelly        | Titi         | Adriano      | Mattioli     | Guilherme F. | Thiago       | Alex G.      | Rayllan      | Alex G.   | Thais V.  | Bruna     | Alex G.   | Isa       |
| 3          | Eduardo      | Carol        | Marco        | Alex G.      | Gui          | Rayllan      | Giovani      | Vivian       | Richard      | Cezar        | Bruna     | Isa       | Alex G.   | Bruna     | Alex G.   |
| 4          | Allex L.     | Eduardo      | Digu         | Kelly        | Guilherme F. | Miguel       | Gabi         | Rayllan      | Magé         | Vivian       | Cezar     | Vivian    | Magé      | Thais G.  |           |
| 5          | Cell         | Marcelo      | Adriano      | Eduardo      | Claianne     | Lucas        | Cell         | Angela       | Bruna        | Isa          | Charles   | Magé      | Charles   |           |           |
| 6          | Bru          | Marco        | Vivian       | Nathana      | Nathana      | Barbara      | Angela       | Jan          | Lolla        | Magé         | Isa       | Alex G.   | Isa       |           |           |
| 7          | Ti Borba     | Barbara      | Thais V.     | Karina       | Angela       | Angela       | Papi Noel    | Anna         | Isa          | Thais V.     | Magé      | Bruna     |           |           |           |
| 8          | Patrick      | Dan          | Thiago       | Marcelo      | Guilherme C. | Titi         | Guilherme C. | Adriano      | Adriano      | Claianne     | Adriano   | Charles   |           |           |           |
| 9          | Marcelo      | Thiago       | Eduardo      | Maurício B.  | Maurício B.  | Guilherme C. | Thais G.     | Gabi         | Thais G.     | Adriano      | Anna      | Claianne  |           |           |           |
| 10         | Guilherme C. | Adriano      | Dan          | Rayllan      | Papi Noel    | Luiza        | Digu         | Lolla        | Charles      | Anna         | Claianne  |           |           |           |           |
| 11         | Sal          | Du           | Carol K.     | Mattioli     | Rodrigo      | Jan          | Rayllan      | Karina       | Angela       | Angela       | Rayllan   |           |           |           |           |
| 12         | Gabi         | Miguel       | Gustavo      | Charles      | Thiago       | Mau          | Magé         | Luana        | Luana        | Lolla        | Thais V.  |           |           |           |           |
| 13         | Eliedson     | Patrick      | Jan          | Claianne     | Bruna        | Kelly        | Karina       | Cezar        | Karina       | Jan          | Vivian    |           |           |           |           |
| 14         | Reiko        | Sal          | Alex G.      | Eliane       | Luiza        | Amaralina    | Gui          | Papi Noel    | Cezar        | Digu         |           |           |           |           |           |
| 15         | Papi Noel    | Vivian       | Thais G.     | Gabi         | Amaralina    | Anna         | Bruna        | Patrick      | Patrick      | Gabi         |           |           |           |           |           |
| 16         | Miguel       | Charles      | Rafa         | Raphaella    | Anna         | Eliane       | Lolla        | Guilherme F. | Guilherme C. | Charles      |           |           |           |           |           |
| 17         | Lucas        | Amaralina    | Lolla        | Miguel       | Kelly        | Karina       | Isa          | Barbara      | Cell         | Guilherme C. |           |           |           |           |           |
| 18         | Arlindo      | Anna         | Cell         | Patrick      | Eliane       | Gabi         | Nely         | Nely         | Thiago       | Luana        |           |           |           |           |           |
| 19         | Karina       | Arlindo      | Rayllan      | Richard      | Gabi         | Magé         | Alex G.      | Raphaella    | Digu         | Karina       |           |           |           |           |           |
| 20         | Dory         | Guilherme C. | Marcelo      | Bru          | Karina       | Cezar        | Mau          | Mau          | Jan          | Thiago       |           |           |           |           |           |
| 21         | Claianne     | Guilherme F. | Karina       | Isa          | Luana        | Raphaella    | Charles      | Guilherme C. | Guilherme F. | Richard      |           |           |           |           |           |
| 22         | Edilson      | Ti Borba     | Nathana      | Luiza        | Magé         | Gui          | Luana        | Giovani      | Papi Noel    | Bruna        |           |           |           |           |           |
| 23         | Jean         | Bru          | Rômulo       | Rômulo       | Titi         | Thiago       | Thais V.     | Magé         | Gabi         | Alex G.      |           |           |           |           |           |
| 24         | Ivan         | Bruna        | Junior       | Rafa         | Cezar        | Marcelo      | Richard      | Richard      | Claianne     |              |           |           |           |           |           |
| 25         | Ellen        | Mattioli     | Guto         | Angela       | Lucas        | Isa          | Cezar        | Thais V.     | Anna         |              |           |           |           |           |           |
| 26         | Adeline      | Victor       | Tati         | Patrícia     | Marcelo      | Beatriz      | Patrícia     | Digu         | Vivian       |              |           |           |           |           |           |
| 27         | Thiago       | Carol K.     | Sue          | Cezar        | Miguel       | Cell         | Sue          | Claianne     | Thais V.     |              |           |           |           |           |           |
| 28         | Richard      | Thony        | Ti Borba     | Dione        | Patrick      | Bruna        | Reiko        | Cell         |              |              |           |           |           |           |           |
| 29         | Rayllan      | Mauricio S.  | Richard      | Magé         | Rayllan      | Nely         | Thony        | Bruna        |              |              |           |           |           |           |           |
| 30         | Titi         | Maurício B.  | Guilherme F. | Marcele      | Richard      | Lolla        | Adriano      | Thais G.     |              |              |           |           |           |           |           |
| 31         | Raphaella    | Richard      | Marcele      | Anna         | Cell         | Reiko        | Anna         | Isa          |              |              |           |           |           |           |           |
| 32         | Nathana      | Rodrigo      | Magé         | Gui          | Isa          | Sue          | Lucas        | Charles      |              |              |           |           |           |           |           |
| 33         | Rômulo       | Cell         | Eliane       | Guilherme C. | Nely         | Charles      | Claianne     | Gui          |              |              |           |           |           |           |           |
| 34         | Mau          | Monick       | Joca         | Rodrigo      | Reiko        | Tati         | Vivian       |              |              |              |           |           |           |           |           |
| 35         | Du           | Giovani      | Jean         | Cell         | Thais G.     | Thais G.     | Jan          |              |              |              |           |           |           |           |           |
| 36         | Vivian       | Titi         | Tainara      | Nely         | Thais V.     | Vivian       | Ivan         |              |              |              |           |           |           |           |           |
| 37         | Tati         | Gustavo      | Nely         | Reiko        | Vivian       | Thais V.     | Mattioli     |              |              |              |           |           |           |           |           |
| 38         | Rafa         | Dione        | Monick       | Sue          | Alex G.      | Adriano      | Patrick      |              |              |              |           |           |           |           |           |
| 39         | Monick       | Julio        | Luiza        | Thais V.     | Charles      | Rômulo       | Raphaella    |              |              |              |           |           |           |           |           |
| 40         | Beatriz      | Gabi         | Isa          | Vivian       | Digu         | Giovani      | Titi         |              |              |              |           |           |           |           |           |
| 41         | Maurício B.  | Lucas        | Bruna        | Giovani      | Giovani      | Thony        | Barbara      |              |              |              |           |           |           |           |           |
| 42         | Marcele      | Rayllan      | Rodrigo      | Thony        | Jan          | Alex G.      | Miguel       |              |              |              |           |           |           |           |           |
| 43         | Bia          | Beatriz      | Gui          | Ivan         | Raphaella    | Claianne     | Luiza        |              |              |              |           |           |           |           |           |
| 44         | Gustavo      | Rafa         | Raphaella    | Jan          | Sal          | Luana        |              |              |              |              |           |           |           |           |           |
| 45         | Jan          | Alex G.      | Luana        | Mau          | Barbara      | Papi Noel    |              |              |              |              |           |           |           |           |           |
| 46         | Giovani      | Helder       | Gabi         | Carol K.     | Beatriz      | Rodrigo      |              |              |              |              |           |           |           |           |           |
| 47         | Charles      | Nathana      | Dione        | Luana        | Lolla        | Patrícia     |              |              |              |              |           |           |           |           |           |
| 48         | Alex G.      | Eliane       | Mau          | Guilherme F. | Patrícia     | Ivan         |              |              |              |              |           |           |           |           |           |
| 49         | Adriano      | Gisele       | Giovani      | Lucas        | Rafa         | Digu         |              |              |              |              |           |           |           |           |           |
| 50         | Thais G.     | Raphaella    | Du           | Ti Borba     | Sue          | Nathana      |              |              |              |              |           |           |           |           |           |
| 51         | Isa          | Diego        | Charles      | Barbara      | Ivan         | Patrick      |              |              |              |              |           |           |           |           |           |
| 52         | Bruna        | Papi Noel    | Reiko        | Bruna        | Mau          | Richard      |              |              |              |              |           |           |           |           |           |
| 53         | Barbara      | Adeline      | Patrícia     | Lolla        | Dione        | Maurício B.  |              |              |              |              |           |           |           |           |           |
| 54         | Andreza      | Flavia       | Flavia       | Monick       | Marcele      |              |              |              |              |              |           |           |           |           |           |
| 55         | Rodrigo      | Tati         | Bru          | Thais G.     | Bru          |              |              |              |              |              |           |           |           |           |           |
| 56         | Leonardo     | Thais G.     | Miguel       | Gustavo      | Tainara      |              |              |              |              |              |           |           |           |           |           |
| 57         | Guilherme F. | Thais V.     | Maurício B.  | Du           | Tati         |              |              |              |              |              |           |           |           |           |           |
| 58         | Mauricio S.  | Bia          | Lucas        | Guto         | Thony        |              |              |              |              |              |           |           |           |           |           |
| 59         | Vanessa      | Claianne     | Arlindo      | Jean         | Rômulo       |              |              |              |              |              |           |           |           |           |           |
| 60         | Luana        | Dory         | Anna         | Digu         |              |              |              |              |              |              |           |           |           |           |           |
| 61         | Anna         | Luana        | Ivan         | Junior       |              |              |              |              |              |              |           |           |           |           |           |
| 62         | Victor       | Marcele      | Helder       | Tati         |              |              |              |              |              |              |           |           |           |           |           |
| 63         | Mattioli     | Allex L.     | Barbara      | Thiago       |              |              |              |              |              |              |           |           |           |           |           |
| 64         | Patrícia     | Edilson      | Cezar        | Amaralina    |              |              |              |              |              |              |           |           |           |           |           |
| 65         | Lolla        | Andreza      | Tânia        | Beatriz      |              |              |              |              |              |              |           |           |           |           |           |
| 66         | Will         | Isa          | Claianne     | Sal          |              |              |              |              |              |              |           |           |           |           |           |
| 67         | Vini         | Jean         | Carol        | Tainara      |              |              |              |              |              |              |           |           |           |           |           |
| 68         | Joca         | Mau          | Angela       | Ale          |              |              |              |              |              |              |           |           |           |           |           |
| 69         | Helder       | Tainara      | Amaralina    | Papi Noel    |              |              |              |              |              |              |           |           |           |           |           |
| 70         | Guto         | Digu         | Ale          | Arlindo      |              |              |              |              |              |              |           |           |           |           |           |
| 71         | Thais V.     | Patrícia     | Mattioli     | Marco        |              |              |              |              |              |              |           |           |           |           |           |
| 72         | Marco        | Luiza        | Thony        | Joca         |              |              |              |              |              |              |           |           |           |           |           |
| 73         | Julio        | Gui          | Patrick      | Flavia       |              |              |              |              |              |              |           |           |           |           |           |
| 74         | Gui          | Angela       | Leonardo     |              |              |              |              |              |              |              |           |           |           |           |           |
| 75         | Diego        | Magé         | Eliedson     |              |              |              |              |              |              |              |           |           |           |           |           |
| 76         | Dan          | Vanessa      | Beatriz      |              |              |              |              |              |              |              |           |           |           |           |           |
| 77         | Gisele       | Cezar        | Sal          |              |              |              |              |              |              |              |           |           |           |           |           |
| 78         | Eliane       | Sue          | Papi Noel    |              |              |              |              |              |              |              |           |           |           |           |           |
| 79         | Kelly        | Lolla        | Julio        |              |              |              |              |              |              |              |           |           |           |           |           |
| 80         | Angela       | Nely         | Guilherme C. |              |              |              |              |              |              |              |           |           |           |           |           |
| 81         | Amaralina    | Guto         | Diego        |              |              |              |              |              |              |              |           |           |           |           |           |
| 82         | Ale          | Leonardo     | Dory         |              |              |              |              |              |              |              |           |           |           |           |           |
| 83         | Thony        | Eliedson     |              |              |              |              |              |              |              |              |           |           |           |           |           |
| 84         | Danilo       | Reiko        |              |              |              |              |              |              |              |              |           |           |           |           |           |
| 85         | Sue          | Ivan         |              |              |              |              |              |              |              |              |           |           |           |           |           |
| 86         | Nely         | Jan          |              |              |              |              |              |              |              |              |           |           |           |           |           |
| 87         | Luiza        | Rômulo       |              |              |              |              |              |              |              |              |           |           |           |           |           |
| 88         | Lauriane     | Joca         |              |              |              |              |              |              |              |              |           |           |           |           |           |
| 89         | Cezar        | Karina       |              |              |              |              |              |              |              |              |           |           |           |           |           |
| 90         | Carol K.     | Tânia        |              |              |              |              |              |              |              |              |           |           |           |           |           |
| 91         | Digu         | Antonio      |              |              |              |              |              |              |              |              |           |           |           |           |           |
| 92         | Antonio      | Ale          |              |              |              |              |              |              |              |              |           |           |           |           |           |
| 93         | Tainara      |              |              |              |              |              |              |              |              |              |           |           |           |           |           |
| 94         | Flavia       |              |              |              |              |              |              |              |              |              |           |           |           |           |           |
| 95         | Tânia        |              |              |              |              |              |              |              |              |              |           |           |           |           |           |
| 96         | Magé         |              |              |              |              |              |              |              |              |              |           |           |           |           |           |
| 97         | Dione        |              |              |              |              |              |              |              |              |              |           |           |           |           |           |
| 98         | Samantha     |              |              |              |              |              |              |              |              |              |           |           |           |           |           |
| 99         | Sarah        |              |              |              |              |              |              |              |              |              |           |           |           |           |           |
| 100        | Gabriele     |              |              |              |              |              |              |              |              |              |           |           |           |           |           |